# Grand Prix Rakouska 1975
Grand Prix Rakouska 1975 (oficiálně XIII Memphis Großer Preis von Österreich) se jela na okruhu Österreichring ve Spielbergu v Rakousku dne 17. srpna 1975. Závod byl dvanáctým v pořadí v sezóně 1975 šampionátu Formule 1.

## Kvalifikace
| Poř. | No. | Jezdec             | Konstruktér     | Čas     | Ztráta |
| ---- | --- | ------------------ | --------------- | ------- | ------ |
| 1    | 12  | Niki Lauda         | Ferrari         | 1:34.85 | —      |
| 2    | 24  | James Hunt         | Hesketh-Ford    | 1:34.97 | +0.12  |
| 3    | 1   | Emerson Fittipaldi | McLaren-Ford    | 1:35.21 | +0.36  |
| 4    | 10  | Hans Joachim Stuck | March-Ford      | 1:35.38 | +0.53  |
| 5    | 11  | Clay Regazzoni     | Ferrari         | 1:35.41 | +0.56  |
| 6    | 8   | Carlos Pace        | Brabham-Ford    | 1:35.71 | +0.86  |
| 7    | 4   | Patrick Depailler  | Tyrrell-Ford    | 1:35.78 | +0.93  |
| 8    | 9   | Vittorio Brambilla | March-Ford      | 1:35.80 | +0.95  |
| 9    | 2   | Jochen Mass        | McLaren-Ford    | 1:36.12 | +1.27  |
| 10   | 3   | Jody Scheckter     | Tyrrell-Ford    | 1:36.14 | +1.29  |
| 11   | 7   | Carlos Reutemann   | Brabham-Ford    | 1:36.43 | +1.58  |
| 12   | 21  | Jacques Laffite    | Williams-Ford   | 1:37.60 | +2.75  |
| 13   | 5   | Ronnie Peterson    | Lotus-Ford      | 1:37.61 | +2.76  |
| 14   | 17  | Jean-Pierre Jarier | Shadow-Matra    | 1:37.62 | +2.77  |
| 15   | 16  | Tom Pryce          | Shadow-Ford     | 1:37.64 | +2.79  |
| 16   | 23  | Tony Brise         | Hill-Ford       | 1:37.69 | +2.84  |
| 17   | 25  | Brett Lunger       | Hesketh-Ford    | 1:37.87 | +3.02  |
| 18   | 18  | John Watson        | Surtees-Ford    | 1:37.96 | +3.11  |
| 19   | 27  | Mario Andretti     | Parnelli-Ford   | 1:37.97 | +3.12  |
| 20   | 30  | Wilson Fittipaldi  | Fittipaldi-Ford | 1:38.14 | +3.29  |
| 21   | 28  | Mark Donohue       | March-Ford      | 1:38.19 | +3.34  |
| 22   | 29  | Lella Lombardi     | March-Ford      | 1:38.43 | +3.58  |
| 23   | 6   | Brian Henton       | Lotus-Ford      | 1:38.72 | +3.87  |
| 24   | 31  | Chris Amon         | Ensign-Ford     | 1:38.75 | +3.90  |
| 25   | 14  | Bob Evans          | BRM             | 1:39.53 | +4.68  |
| 26   | 22  | Rolf Stommelen     | Hill-Ford       | 1:39.56 | +4.71  |
| 27   | 32  | Harald Ertl        | Hesketh-Ford    | 1:40.72 | +5.87  |
| 28   | 33  | Roelof Wunderink   | Ensign-Ford     | 1:42.58 | +7.73  |
| 29   | 20  | Jo Vonlanthen      | Williams-Ford   | 1:42.80 | +7.95  |
| DNQ  | 35  | Tony Trimmer       | Maki-Ford       | 1:44.88 | +10.03 |

## Závod
| Poř.   | No. | Jezdec             | Konstruktér     | Počet kol | Čas/Odstoupení | Pořadí na startu | Body |
| ------ | --- | ------------------ | --------------- | --------- | -------------- | ---------------- | ---- |
| 1      | 9   | Vittorio Brambilla | March-Ford      | 29        | 0:57:56.69     | 8                | 4,5  |
| 2      | 24  | James Hunt         | Hesketh-Ford    | 29        | + 27.03        | 2                | 3    |
| 3      | 16  | Tom Pryce          | Shadow-Ford     | 29        | + 34.85        | 15               | 2    |
| 4      | 2   | Jochen Mass        | McLaren-Ford    | 29        | + 1:12.66      | 9                | 1,5  |
| 5      | 5   | Ronnie Peterson    | Lotus-Ford      | 29        | + 1:23.33      | 13               | 1    |
| 6      | 12  | Niki Lauda         | Ferrari         | 29        | + 1:30.28      | 1                | 0,5  |
| 7      | 11  | Clay Regazzoni     | Ferrari         | 29        | + 1:39.07      | 5                |      |
| 8      | 3   | Jody Scheckter     | Tyrrell-Ford    | 28        | + 1 kolo       | 10               |      |
| 9      | 1   | Emerson Fittipaldi | McLaren-Ford    | 28        | + 1 kolo       | 3                |      |
| 10     | 18  | John Watson        | Surtees-Ford    | 28        | + 1 kolo       | 18               |      |
| 11     | 4   | Patrick Depailler  | Tyrrell-Ford    | 28        | + 1 kolo       | 7                |      |
| 12     | 31  | Chris Amon         | Ensign-Ford     | 28        | + 1 kolo       | 24               |      |
| 13     | 25  | Brett Lunger       | Hesketh-Ford    | 28        | + 1 kolo       | 17               |      |
| 14     | 7   | Carlos Reutemann   | Brabham-Ford    | 28        | + 1 kolo       | 11               |      |
| 15     | 23  | Tony Brise         | Hill-Ford       | 28        | + 1 kolo       | 16               |      |
| 16     | 22  | Rolf Stommelen     | Hill-Ford       | 27        | + 2 kola       | 26               |      |
| 17     | 29  | Lella Lombardi     | March-Ford      | 26        | + 3 kola       | 22               |      |
| NC     | 33  | Roelof Wunderink   | Ensign-Ford     | 25        | + 4 kola       | 28               |      |
| Ret    | 32  | Harald Ertl        | Hesketh-Ford    | 23        | Elektronika    | 27               |      |
| Ret    | 21  | Jacques Laffite    | Williams-Ford   | 21        | Zacházení      | 12               |      |
| Ret    | 8   | Carlos Pace        | Brabham-Ford    | 17        | Motor          | 6                |      |
| Ret    | 20  | Jo Vonlanthen      | Williams-Ford   | 14        | Motor          | 29               |      |
| Ret    | 10  | Hans Joachim Stuck | March-Ford      | 10        | Nehoda         | 4                |      |
| Ret    | 17  | Jean-Pierre Jarier | Shadow-Matra    | 10        | Vstřikování    | 14               |      |
| Ret    | 14  | Bob Evans          | BRM             | 2         | Motor          | 25               |      |
| Ret    | 27  | Mario Andretti     | Parnelli-Ford   | 1         | Nehoda         | 19               |      |
| DNS    | 30  | Wilson Fittipaldi  | Fittipaldi-Ford | 0         | Zacházení      | 20               |      |
| DNS    | 28  | Mark Donohue       | March-Ford      | 0         | Fatální nehoda | 21               |      |
| DNS    | 6   | Brian Henton       | Lotus-Ford      | 0         | Nehoda         | 23               |      |
| DNQ    | 35  | Tony Trimmer       | Maki-Ford       |           |                |                  |      |
| Zdroj: |     |                    |                 |           |                |                  |      |

## Průběžné pořadí po závodě
Pohár jezdců
| Pořadí | Jezdec             | Body |
| ------ | ------------------ | ---- |
| 1      | Niki Lauda         | 51,5 |
| 2      | Carlos Reutemann   | 34   |
| 3      | Emerson Fittipaldi | 33   |
| 4      | James Hunt         | 28   |
| 5      | Carlos Pace        | 24   |
| Zdroj: |                    |      |

Pohár konstruktérů
| Pořadí | Konstruktér  | Body    |
| ------ | ------------ | ------- |
| 1      | Ferrari      | 54,5    |
| 2      | Brabham-Ford | 51 (53) |
| 3      | McLaren-Ford | 41      |
| 4      | Hesketh-Ford | 28      |
| 5      | Tyrrell-Ford | 24      |
| Zdroj: |              |         |